# Heston Kjerstad
Heston Sawyer Kjerstad (Amarillo, Texas, 12 de febrero de 1999), más conocido como Heston Kjerstad, es un jugador profesional estadounidense de béisbol que se desempeña en la posición de jardinero izquierdo en Baltimore Orioles, equipo de las Grandes Ligas de Béisbol (MLB).

## Carrera
En 2023, Kjerstad hizo su debut en la MLB con el equipo Baltimore Orioles, donde lleva jugando dos temporadas.